# هاينكل بيه. 1077
هينكل بيه. 1077 (أو He P.1077 ) تصميمً طائرة اعتراضية fمقعد واحد تم تطويره للوفتفافه بواسطة هاينكل بموجب برنامج مقاتلات الطوارئ خلال العام الأخير من فترة حكم الرايخ الثالث. كان هذا المشروع الذي يعمل بالطاقة الصاروخية يُعرف في الأصل باسم هي بيه.1068،  ولكن سيتم استخدام هذا الاسم لاحقًا في مشروع تصميم هاينكل لقاذفة متوسط تعمل بالطاقة التوربينية.

## التصميم والتطوير
كانت هذه الطائرة واحدة من منتجات المرحلة الأخيرة لفترة الرايخ الثالث، عندما تطلبت نقص المواد والحاجة الماسة إلى وضع دفاع قوي ضد غارات الحلفاء المدمرة بناء هذه المركبة في أسرع وقت ممكن في مصانع تحت الأرض . كانت النماذج المقارنة هي يونكرز إي أف 127 فاليه ومسرشميت بيه.1104. لتصميم مثل هذه الطائرات الصغيرة، تم التفكير قليلًا في سلامة وراحة الطيارين الذين سيكونون من النازيين الشباب. 

### قائمة المراجع
- Koos, Volker. Heinkel Raketen-und Strahlflugzeuge(in German). Oberhaching, Germany: Aviatic-Verlag GmbH, 2008. (ردمك 978-3-925505-82-9).